# Iridopagurus caribbensis
Iridopagurus caribbensis är en kräftdjursart som först beskrevs av Alphonse Milne-Edwards och Eugène Louis Bouvier 1893.  Iridopagurus caribbensis ingår i släktet Iridopagurus och familjen eremitkräftor. Inga underarter finns listade i Catalogue of Life.